# Cerimònia del blat de moro verd
La cerimònia del blat de moro verd és un esdeveniment religiós i social celebrat per diversos pobles amerindis dels boscos orientals i les tribus dels Boscos del Sud-est. Els festivals del blat de moro verd també van ser practicades pels pobles de la cultura del Mississipi com a part del seu Complex Cerimonial del Sud-est. Les cerimònies del blat de moro verd se celebren avui a múltiples tribus dels boscos del sud-est. La cerimònia del blat de moro verd coincideix típicament al final de l'estiu i està lligada a l'inici de recolta del blat de moro. La cerimònia està marcada amb balls, festes, dejuni i observacions religioses.

## Cerimònia
En la tradició muscogee dels pobles creek i seminola del sud-est, el festival del blat de moro verd es diu Posketv (Bus-get-uh) que significa dejuni ràpid. Aquesta cerimònia se celebra com l'any nou de la societat Stomp Dance i té lloc a la cèntrica plaça cerimonial que és una plataforma quadrada elevada amb els límits plans de la plaça enfrontant les direccions cardinals. Es construeixen pèrgoles sobre els límits plans de la plaça en les quals els homes se senten davant d'una de les quatre direccions. Aquest està envoltat per un anell-monticle de terra fora del qual es construeixen les cases dels clans. Al centre hi ha el foc cerimonial, que es coneix per molts noms incloent el de foc 'Avi'. Cerimonialment, aquest foc és el focus de les cançons i les oracions i és considerat com un ésser sagrat viu que transmet les oracions a Hsaketumese (el que fa respirar). Tota la cerimònia se centra en general en la reencesa d'aquest foc cerimonial.
El Posketv és l'any nou creek i seminola. En aquest moment tots els delictes són perdonats, excepte els de violació i assassinat que eren delictes punibles amb l'exili. Històricament gairebé tot anava a ser demolit i reemplaçat en el poble tribal. Als pobles tribals moderns i societats stomp dance serà reemplaçat només el foc cerimonial, les fogueres i altres objectes cerimonials. Tothom en general comença a reunir-se el cap de setmana abans de la Posketv, treballant, pregant, ballant i dejunant de tant en tant fins al gran dia.
El primer dia de la Posketv és la dansa de cinta o "senyores" en la qual les dones de la comunitat realitzen una dansa de purificació per preparar el terreny cerimonial per a la cerimònia de renovació. Arran d'això hi ha un dinar familiar i cap a la mitjanit tots els homes de la comunitat comencen el dejuni. Els homes dormen just fora de la plaça cerimonial per protegir-se d'intrusos.
Els homes s'aixequen abans de l'alba del segon dia i eliminen el foc de l'any anterior i netegen la zona cerimonial de tots els carbons i cendres. Hi ha nombrosos balls i ritus que es realitzen durant tot el dia mentre els homes segueixen el dejuni a l'estiu austral calent. Durant aquest temps les dones netegen seus cuiner del foc com el foc cerimonial central és alimentat amb una medicina especial feta pel Hillis Hiya. Molts creeks encara practiquen el sapi o esgarrapades cerimonials, un tipus de sagnia a la mitja tarda. Llavors la dona cap de cada família acampa al cercle cerimonial en què es van lliurar algunes brases del foc cerimonial de recent creació, i que es porten de tornada al seu campament i comencen les seves fogueres.
Durant aquest temps són anomenats els homes que s'han guanyat el dret a un nom de guerra i s'executa la dansa de la ploma. Aquesta dansa és una benedicció de la zona i un ritu d'iniciació per als joves que es converteixen en homes. Es compon de 16 actuacions diferents, incloent una pantalla de tàctiques de guerra i de virilitat.
El dejuni acaba per-hora a l'hora de sopar després que les dones anuncien que el menjar està preparat, moment en el qual els homes marxen en formació d'una fila a un cos d'aigua, típicament un rierol o riu per donar-se un bany cerimonial a l'aigua i reunió privada d'homes. Després tornen a la plaça cerimonial i realitzen una sola stomp dance abans de retirar-se a seus campaments per a un banquet. Durant aquest temps, als participants en els ritus medicinals no se'ls permet dormir, com a part del seu dejuni. A mitjanit se celebra una cerimònia stomp dance que inclou dejuni i continua durant tota la nit. Aquesta cerimònia acaba generalment poc després de l'alba, part dels participants en els ritus del dia anterior no dormen fins a migdia.
Posketv, el "cerimonial de dejuni", comunament coneguda com a "blat de moro verd", és la festa central i més festiva de la tradicional Nació Muscogee (Creek). Representa no només la renovació del cicle anual, sinó de la vida social i espiritual de la comunitat en el seu conjunt. Això s'associa simbòlicament amb la tornada de l'estiu i la maduració del nou blat de moro.